# Cardiophorus ordubadensis
Cardiophorus ordubadensis là một loài bọ cánh cứng trong họ Elateridae. Loài này được Agajev miêu tả khoa học năm 1985.